# 邓懿文
邓懿文（？—950年），五代十国时南楚大臣、诗人。十八学士之一。

## 生平
邓懿文未入仕时，凭借文学水平在楚中称雄。文昭王馬希範时，邓懿文担任静江府书记。马希范开天策府，邓懿文列为学士之一。兼任营田使，招募佃农耕种无主荒田和籍没犯人的田土。947年，马希範死后，他和李宏皋、劉彥瑫等人称遗命，奉马希广为主。950年，马希萼率朗州军队攻进潭州，斩杀邓懿文。